# 喇嘛
喇嘛（藏語：བླ་མ，威利转写：bla-ma，藏语拼音：lama），藏傳佛教術語，意為上師、上人，為对藏傳佛教僧侶之尊称，長老、上座、高僧、酋長之稱號。

## 词语釋義
喇嘛（藏文：bla-ma）為 bla（上）與 ma（人）之复合词，直譯为上人。譯自梵語：（guru，咕嚕、俱盧），意為「師」、尊師、法師、上師，與和尚、阿闍黎意義相近，但不相同，只要是上座長老皆可稱之，如蓮花生大師（藏文：gu-lu-eng'a-zha）在藏文中都會加上 guru 的稱號。
梵文「Guru」漢譯作師、尊師、法師，明清以後多從藏文譯作上師。汉语中多以此词语泛指出家的藏传佛教比丘。

## 歷史源流

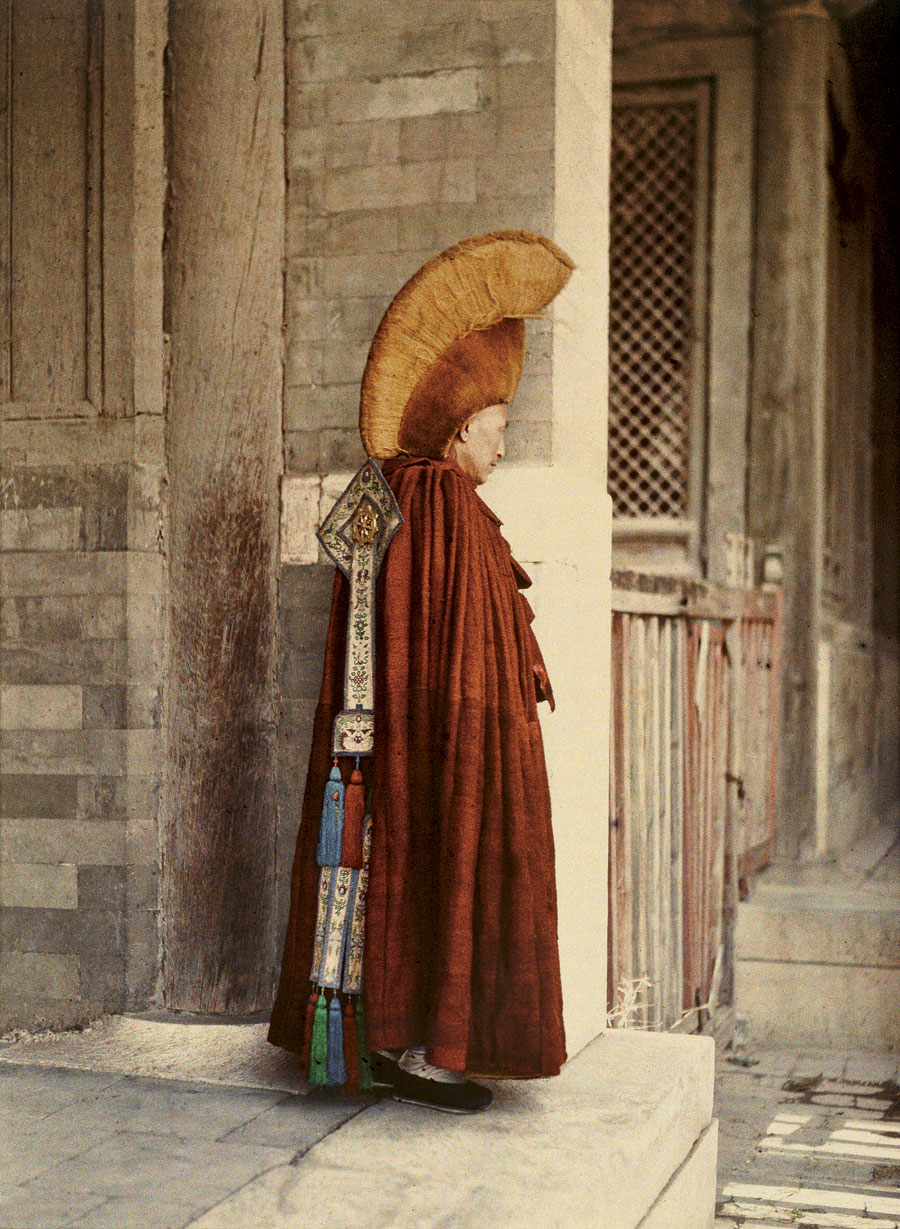
1913年法国银行家阿尔贝·卡恩于北京拍攝的一位喇嘛。

在藏傳佛教，一般僧侶稱為「札巴」（藏文：grwa-pa），即是入寺廟學佛的人，敬稱為「咕修喇」。女性法師一般稱為「阿尼」、敬稱「阿尼喇」，或再敬稱「傑尊喇」或「究嫫喇」。在印度佛教時期喇嘛相對應的Guru不是以三年閉關的標準來界定，反而較為嚴格（藏傳佛教的三年閉關很有可能是佛教傳入西藏後才開始廣泛實行），喇嘛是個尊稱，通常是長老、上座、高僧、或通過閉關三年的僧侣才能使用，此外，西藏人口語習慣上把漢地法師稱作「漢喇嘛」（藏文：Gyalama）。
自元朝開始，藏傳佛教傳入中原，漢人習慣上以喇嘛來泛稱所有的藏傳佛教僧侶。但是在明朝之後，只有達賴與班禪才能被稱為喇嘛。西藏不是所有僧徒都可以叫喇嘛。也有不出家的在家瑜伽士被稱為喇嘛，瑪爾巴就是例子(出家的喇嘛稱格隆)。

## 喇嘛教
随着藏傳佛教傳入中原，漢人習慣上以喇嘛來泛稱所有的藏傳佛教僧侶，藏傳佛教因此也被稱為喇嘛教（藏语称桑结登巴）。尽管喇嘛是一种尊称，但喇嘛教一词在藏语和学术界被认为是一个是轻蔑语或贬义词；这样的称呼就意味着藏傳佛教不应当称作“佛教”，是喇嘛捏造。

## 延伸阅读
[在维基数据编辑]
 《欽定古今圖書集成·方輿彙編·邊裔典·番僧部》，出自陈梦雷《古今圖書集成》
 《佛學大辭典/喇嘛》，出自丁福保《佛学大辞典》

## 外部連結
- 沈衛榮：〈神通、妖術和賊髡：論元代文人筆下的番僧形象 （页面存档备份，存于）〉。